# 福馬線
福馬線（ふくません）は福建省福州市の福州駅から福州市馬尾区青洲を結ぶ中国国鉄の鉄道路線である。

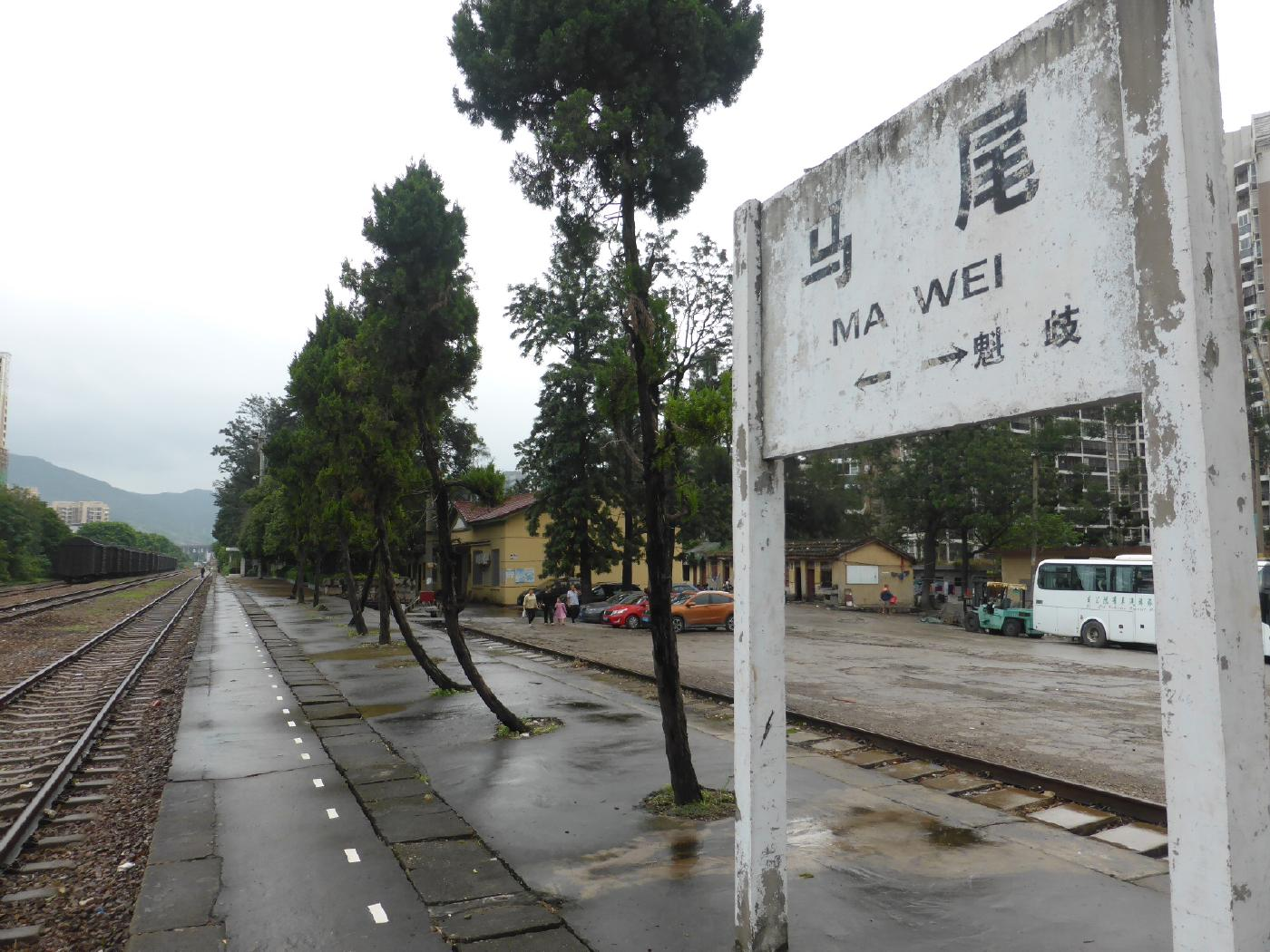
奥に見えるのは馬尾駅管理事務所

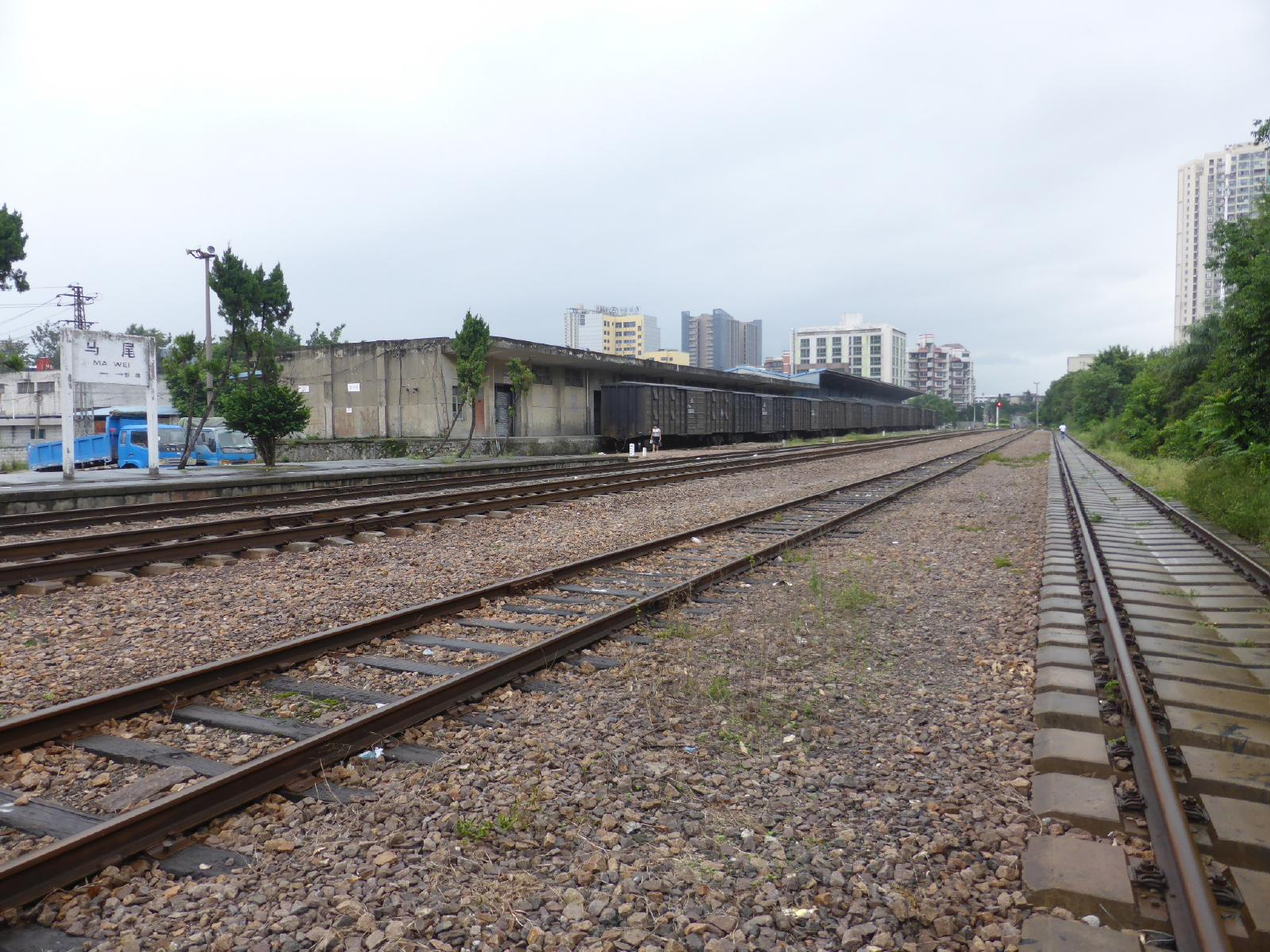
馬尾駅は貨物専用駅である

## 概要
外福線の延長路線として建設された。全長21.2484kmで全線が単線で南昌鉄路局の管轄である。2007年8月現在、福州～樟林間が電化されている。

## 歴史
- 1970年9月 - 着工
- 1971年8月1日 - 開通

## 駅一覧
福州 - 福州東 - 樟林 - 魁岐 - 馬尾

## 接続路線
- 福州駅：外福線
- 馬尾駅：温福線